# Madame Deshoulières
Madame Deshoulières – album wydany przez francuskiego wokalistę Jean-Louis Murata z udziałem francuskiej aktorki Isabelle Huppert.

## Lista utworów
- Je Vous Attendais
- Soyez Inexorable
- Inquiétude
- Les Carrosses
- Contre L'Amour
- Maudit Talent
- Ode A Climène
- Les Songes, Les Atomes
- De Rose Ne Reste Que L'Epine
- Inflammables
- Entre Deux Draps
- Bagatelles
- Les Attraits
- Taisez-Vous
- Bobo
- Sincère Langage
- Bye Bye